# Goudkuiftangare
De goudkuiftangare (Tachyphonus surinamus) is een zangvogel uit de familie Thraupidae (tangaren).

## Verspreiding en leefgebied
Deze soort telt vier ondersoorten:
- T. s. surinamus: oostelijk en zuidelijk Venezuela, de Guyana's en noordelijk Brazilië.
- T. s. brevipes: van zuidelijk Colombia en zuidelijk Venezuela tot oostelijk Ecuador, noordoostelijk Peru en noordwestelijk Brazilië.
- T. s. napensis: oostelijk Peru en westelijk Brazilië.
- T. s. insignis: centraal Brazilië.